# Dajbog
Dajbog (suivant les langues slaves : Dažbog ou Daźbog) est, dans la mythologie slave, le dieu du soleil et des moissons. Il est le fils de Svarog, dieu du ciel. Son nom signifie « le dieu donnant », « qui donne la fortune » (da(j)-, « donner » ; bog, « dieu »).
Dajbog est celui qui a créé la mesure du temps et le calendrier. Il est considéré comme l'ancêtre de tous les Russes. Il est représenté par un bel homme aux cheveux d'or. Il donne la force, la santé, l'habileté et la sagesse.
Le mythe veut qu'il renaisse chaque matin et traverse le ciel sur son chariot jusqu'à ce qu'il devienne un vieil homme une fois le soir venu.

## Folklore et prénoms
Dans le folklore serbe, une créature nommée Dabog est connue, comprise comme un adversaire terrestre du Dieu chrétien : « Dabog Tsar dans le ciel et Seigneur Dieu dans les cieux ». Il s'agit probablement d'une dégradation de la divinité slave sous l'influence du christianisme, peut-être à l'aide du bogomilisme dualiste. En Serbie, sont également connus le démon Daba et les montagnes Dajbog.
En Pologne, les noms de personnes Dadzibog, Dadzbog, Daczbog et Dasbogowicz ont été documentés depuis le XIVe siècle.

## Dieu dans la culture moderne
Le 10 avril 2016, une idole Dajbog a été installée par les païens slaves dans la ville d'Astrakhan[réf. nécessaire]. Le 12 avril 2016, un bulletin d'information décrit la profanation des idoles et la destruction de tout le territoire adjacent[réf. nécessaire],.